# Brigitte Boccone-Pagès
 (octobre 2021).
Si vous disposez d'ouvrages ou d'articles de référence ou si vous connaissez des sites web de qualité traitant du thème abordé ici, merci de compléter l'article en donnant les références utiles à sa vérifiabilité et en les liant à la section « Notes et références ».
Pour les articles homonymes, voir Boccone et Pagès.
Brigitte Boccone-Pagès, née le 8 mai 1959 à Monaco, est une femme politique monégasque, présidente du Conseil national entre 2022 et 2024, fondatrice de l'Union nationale monégasque - L'Union (UNM).

## Biographie
En 1979, Brigitte Boccone-Pagès est recrutée au lycée technique de Monte-Carlo comme professeur de techniques administratives.
En 1990, elle est nommée comme chef de travaux de la section tertiaire au lycée technique et hôtelier de Monte-Carlo.
En 2001, Brigitte Boccone-Pagès adhère, dès sa création par Stéphane Valeri, à la formation politique de l’Union pour la Principauté (UP), dont elle est un des membres fondateurs.
En 2003, candidate sur la liste de l'Union pour la Principauté (UP) avec comme tête de liste Stéphane Valeri, elle est élue et nommée à la présidence de la Commission de la jeunesse au Conseil national. Sous sa présidence et avec l'accord du président Stéphane Valeri et de la majorité, la commission de la jeunesse est rebaptisée « commission de l'éducation et de la jeunesse » afin que l’aspect éducatif soit également pris en compte et mieux étudié à l’Assemblée.
Elle est réélue en février 2008 et nommée à la présidence de la commission des intérêts sociaux et des affaires diverses. En 2011, elle rejoint le département des Relations extérieures du gouvernement princier comme conseillère technique.
Le 19 septembre 2017, Stéphane Valeri annonce la création d'un nouveau mouvement politique monégasque intitulé « Primo ! Priorité Monaco », dont elle est l'un des membres fondateurs.
Le 11 février 2018, Brigitte Boccone-Pagès est élue au Conseil national. Le 22 février, elle est nommée à la vice-présidence du Conseil national lors de la séance publique d'investiture. Elle est reconduite en avril 2019.
Brigitte Boccone-Pagès est nommée au conseil d’administration du centre hospitalier Princesse-Grace, par ordonnance souveraine en date du 27 mai 2020. Elle en était déjà un de ses membres dans les mandatures 2003-2008 et 2008-2013. Elle est de nouveau nommée en octobre 2020. Le 1er octobre 2020, elle est nommée membre du conseil d'administration du Groupe Monte-Carlo Société des Bains de Mer. Elle démissionne en septembre 2022.
Le 6 octobre 2022, Brigitte Boccone-Pagès est élue à l'unanimité des élus présidente du Conseil national, à la suite de la démission de Stéphane Valeri. Elle devient ainsi la première femme dans l'histoire du parlement à accéder à la tête de cette institution,. En octobre 2022, elle fonde l'Union nationale monégasque,. Le 5 février 2023, elle arrive en tête des sondages et son Union nationale monégasque remporte les 24 sièges des élections générales monégasques de 2023.
Le 3 avril 2024, Thomas Brezzo lui succède comme président du Conseil national

## Décorations
- Officier de l'ordre de Saint-Charles en novembre 2021[9]

- Chevalier de l'ordre de la Légion d'honneur en décembre 2021[10]

- Commandeur de l'ordre de l'Étoile d'Italie le 21 juin 2021.

- Commandeur de l'ordre des Palmes académiques le 9 janvier 2018.

- Commandeur de l'Ordre associatif monégasque en 2008.

- Nommée Femme Leader mondiale le 5 avril 2018.